# 25477 Preyashah
25477 Preyashah è un asteroide della fascia principale. Scoperto nel 1999, presenta un'orbita caratterizzata da un semiasse maggiore pari a 2,3504934 UA e da un'eccentricità di 0,0655379, inclinata di 2,06020° rispetto all'eclittica.